# Brignano Gera d'Adda
Brignano Gera d'Adda är en ort och kommun i provinsen Bergamo i regionen Lombardiet i Italien. Kommunen hade 6 008 invånare (2018).